# Chandur, Amravati
Chāndur är en ort i Indien.   Den ligger i distriktet Amravati och delstaten Maharashtra, i den centrala delen av landet, 900 km söder om huvudstaden New Delhi. Chāndur ligger 330 meter över havet och antalet invånare är 19 163.
Terrängen runt Chāndur är platt, och sluttar söderut. Runt Chāndur är det ganska tätbefolkat, med 207 invånare per kvadratkilometer. Närmaste större samhälle är Dattāpur, 17,1 km öster om Chāndur. Trakten runt Chāndur består till största delen av jordbruksmark.